# Ornithologische Mitteilungen
Die Zeitschrift Ornithologische Mitteilungen veröffentlicht Beiträge aus allen Bereichen der Ornithologie mit den Schwerpunkten Avifaunistik, Feldornithologie und Geschichte der Ornithologie.

## Geschichte
Gegründet wurde die Zeitschrift im Jahr 1948 durch Herbert Bruns, der beim Erscheinen von Heft 1 im September 1948 28-jähriger Student der Biologie in Göttingen war.
Von 1998 bis 2011 gab Walther Thiede die Ornithologischen Mitteilungen heraus. Mit Thiedes Tod im September 2011 ging die Herausgeberschaft an die Dr.-Walther-Thiede-Stiftung über.   